# Елизабет фон Анхалт (1545–1574)
Елизабет фон Анхалт (на немски: Elisabeth von Anhalt; * 15 октомври 1545 в Десау; † 26 септември 1574 в Барби) е като Елизабет III абатиса на женските манастири Гернроде и Фрозе. Тя напуска манастира и чрез женитба става графиня на графство Барби.
Тя е дъщеря на княз Йохан II фон Анхалт (1504 – 1551) и съпругата му Маргарета (1511 – 1577), дъщеря на курфюрст Йоахим I фон Бранденбург.
През 1565 г. Елизабет е избрана за абатиса на имперското абатство Санкт Кириакус в Гернроде (Кведлинбург). Нейните опити да санира финансово задължения манастир имат малък успех и затова през 1570 г. тя го напуска. Като абатиса става нейната племенница Анна Мария фон Анхалт.
Тя се омъжва на 19 юли 1570 г. в Бернбург за граф Волфганг II фон Барби и Мюлинген (1531 – 1615). Тя има проблеми с брат си Йоахим Ернст заради манастира и нейните претенции за Анхалт. Малко преди смъртта си тя получава сумата от 76 000 имперски талери.
Елизабет ражда един син Христоф, който умира скоро. Елизабет умира на 26 септември 1574 г. от туберкулоза („Schwindsucht“) и е погребана в Барби на Елба.